# Kar Malyj
Kar Malyj (englische Transkription von russisch Кар Малый Kar Maly, deutsch ‚Kleines Kar‘) ist ein Tal im ostantarktischen Mac-Robertson-Land. In den Prince Charles Mountains liegt es im südlichen Teil von Mount Johnston im Fisher-Massiv.
Russische Wissenschaftler benannten es deskriptiv.